# Ferma-persiana

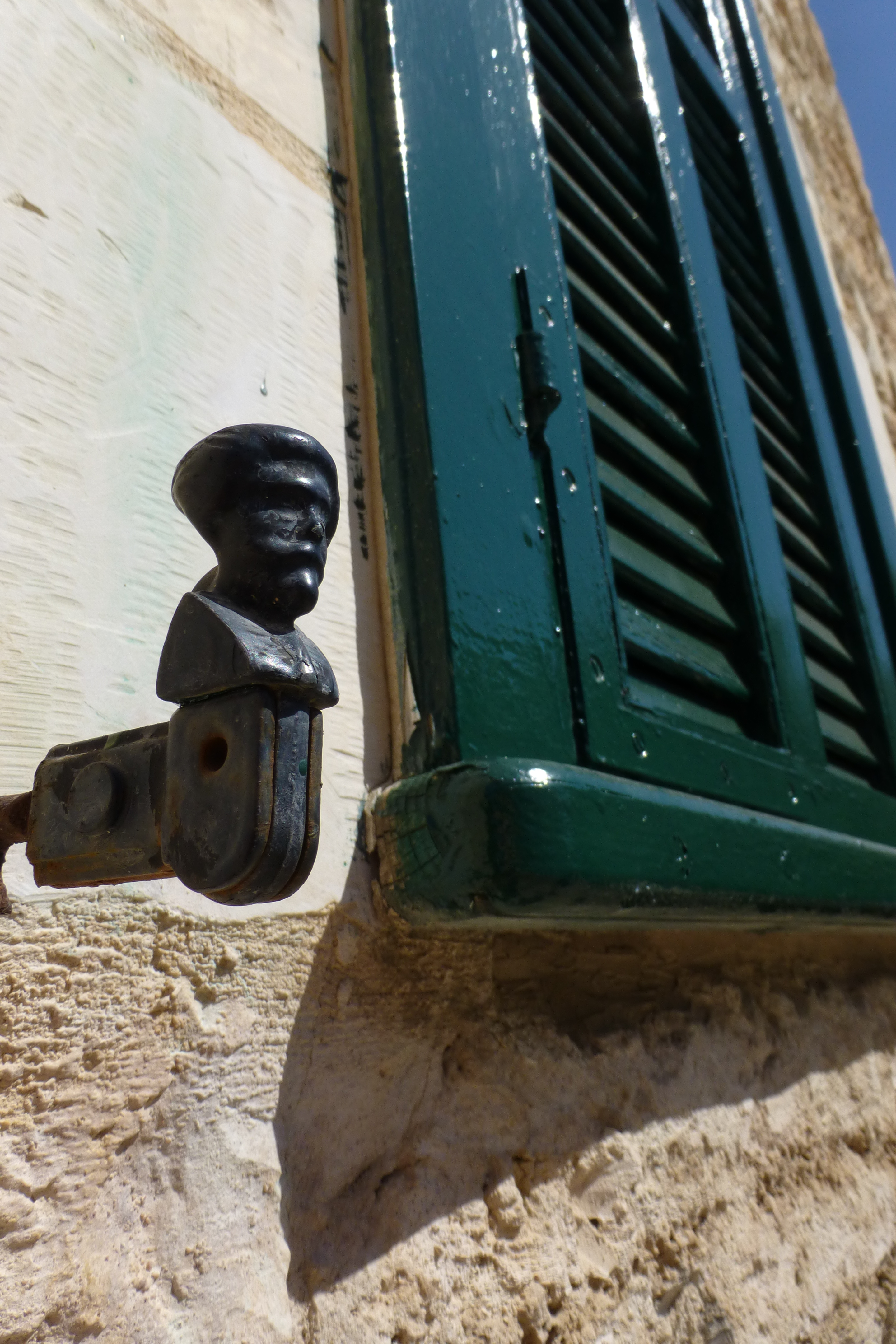
Il fermapersiana accanto ad una persiana chiusa

Il fermapersiana (talvolta detto anche fermaimposta) è un oggetto utile al mantenimento in posizione aperta della persiana.
Esso si presenta sempre in coppia ed è fissato all'esterno della facciata, sul muro, normalmente in corrispondenza del bordo inferiore delle ante, e consiste in un pezzo di ferro basculante attorno ad un perno che si può alzare o ribassare e viene utilizzato appunto per fermare la persiana quando questa si trova in posizione aperta ed evitare che la stessa sbatta a causa di improvvise raffiche di vento.

## IlTurcoe laDama

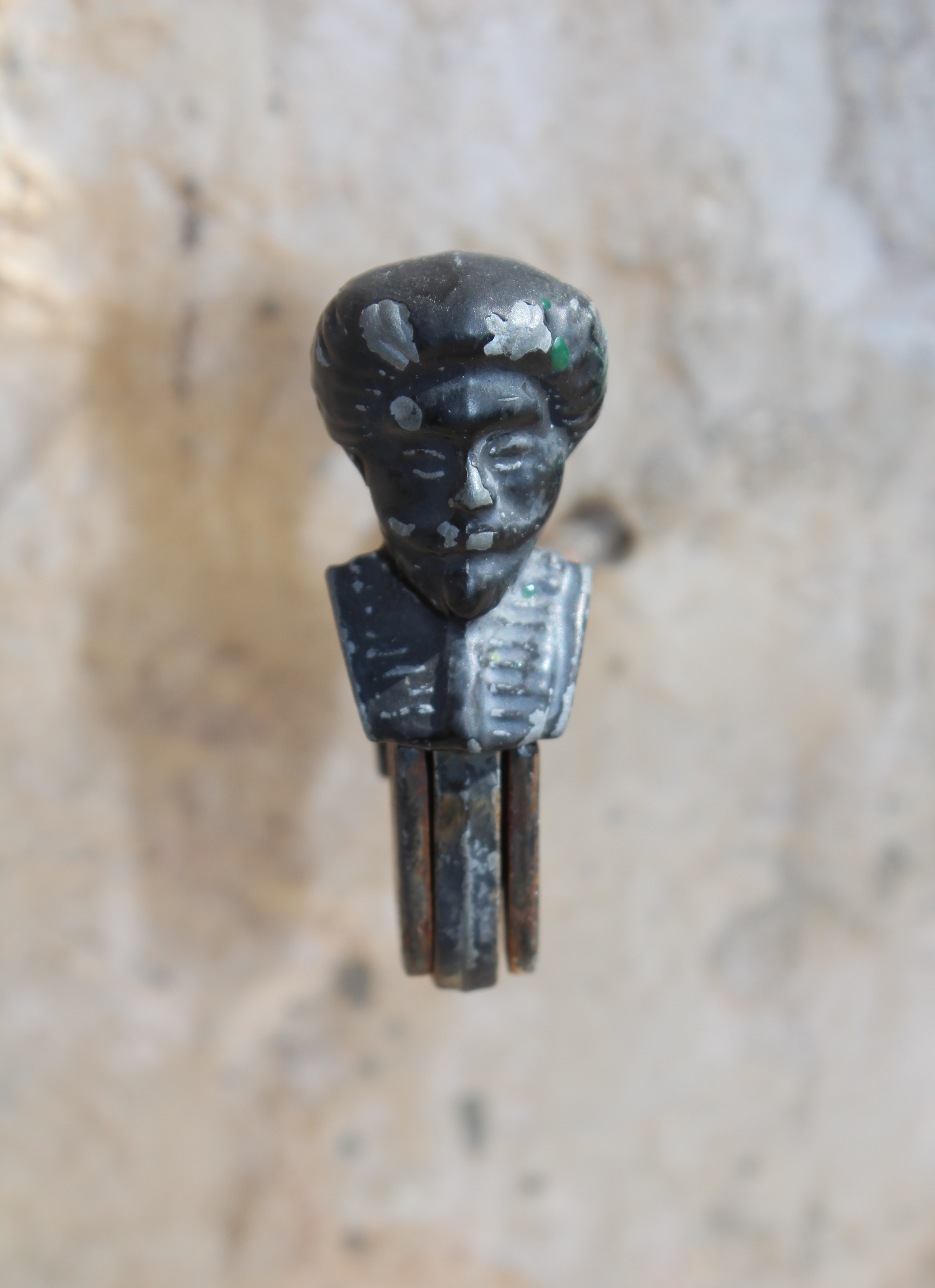
Il Turco asasìn

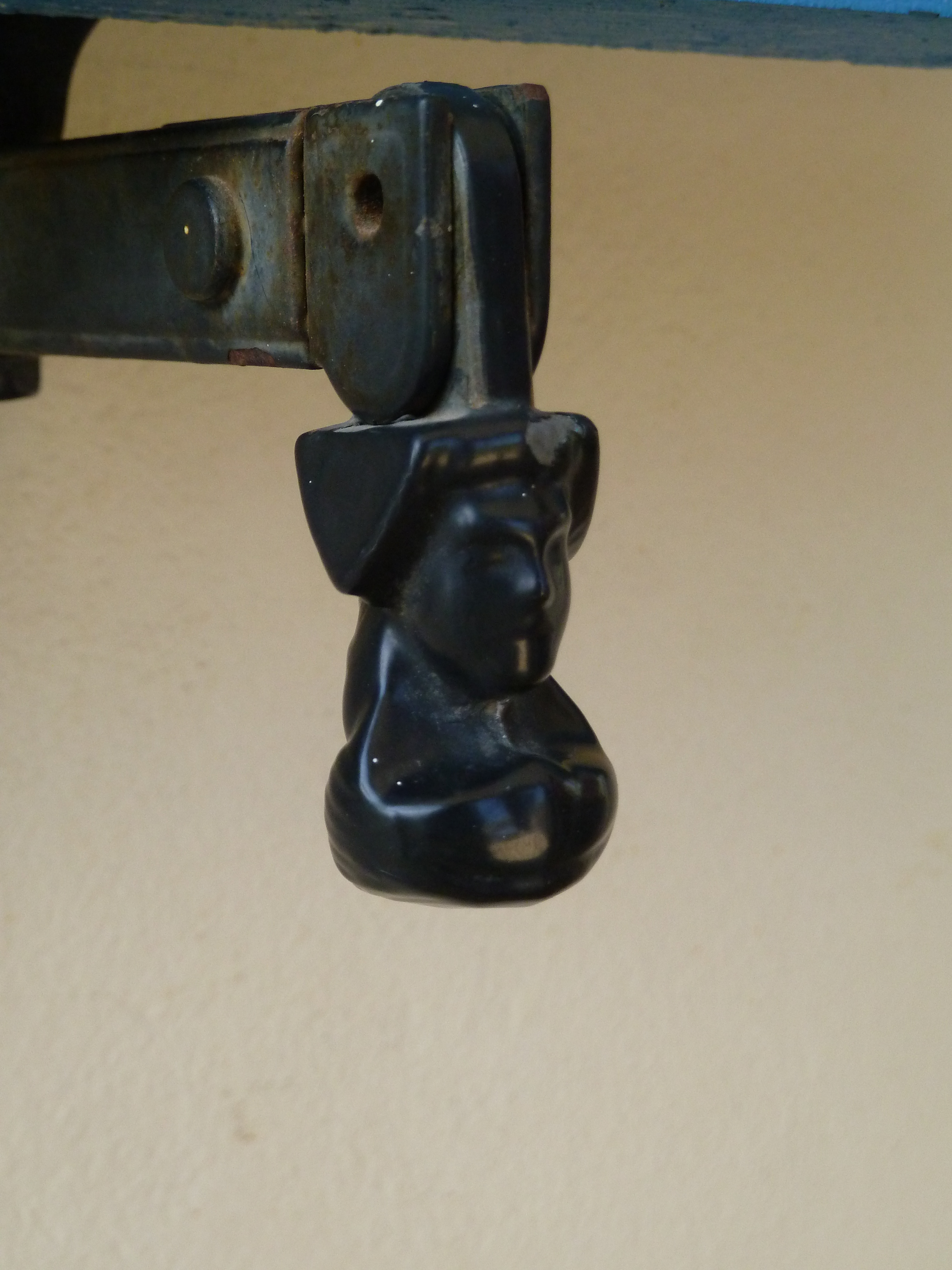
La Dama venexiana

La diffusione della persiana dal XVII secolo in Europa passò tramite il commercio con l'oriente e quindi tramite la Repubblica di Venezia la quale era la principale potenza che nel Mediterraneo
Sentita la necessità di mantenere aperte o chiuse le persiane a seconda delle condizioni atmosferiche o meteorologiche, furono i veneziani ad inventare dunque il fermapersiana nella forma più classica che ancora oggi è la più diffusa, ovvero quella che presenta delle figure umane scolpite proprio sui fermapersiana.
Le figure sono del Turco asasìn e della Dama venexiana i quali "compaiono" o "scompaiono" a seconda del fatto che le persiane si tengano chiuse o aperte e bloccate. La figura del turco è rappresentato come un militare dalle sembianze orientali con turbante, baffi ed una giubba militare proprio come apparivano i soldati turchi nel XVII-XVIII secolo. La dama è invece rappresentata come una prosperosa donna dai capelli acconciati alla europea.
La figura della dama secondo alcuni sarebbe la personificazione della Serenissima e questo fatto prende ancora più vigore se si pensa alla contrapposizione col turco sul retro, con cui Venezia ebbe per secoli aspri contrasti per il controllo del Mediterraneo, ma anche prosperi commerci con l'oriente. Il turco durante il giorno, quando le persiane  rimanevano solitamente chiuse per proteggere dal sole gli interni dell'abitazione, penzolava capovolto e il fermapersiane si trasforma quindi come detto nella figura della fanciulla.

## Altre forme

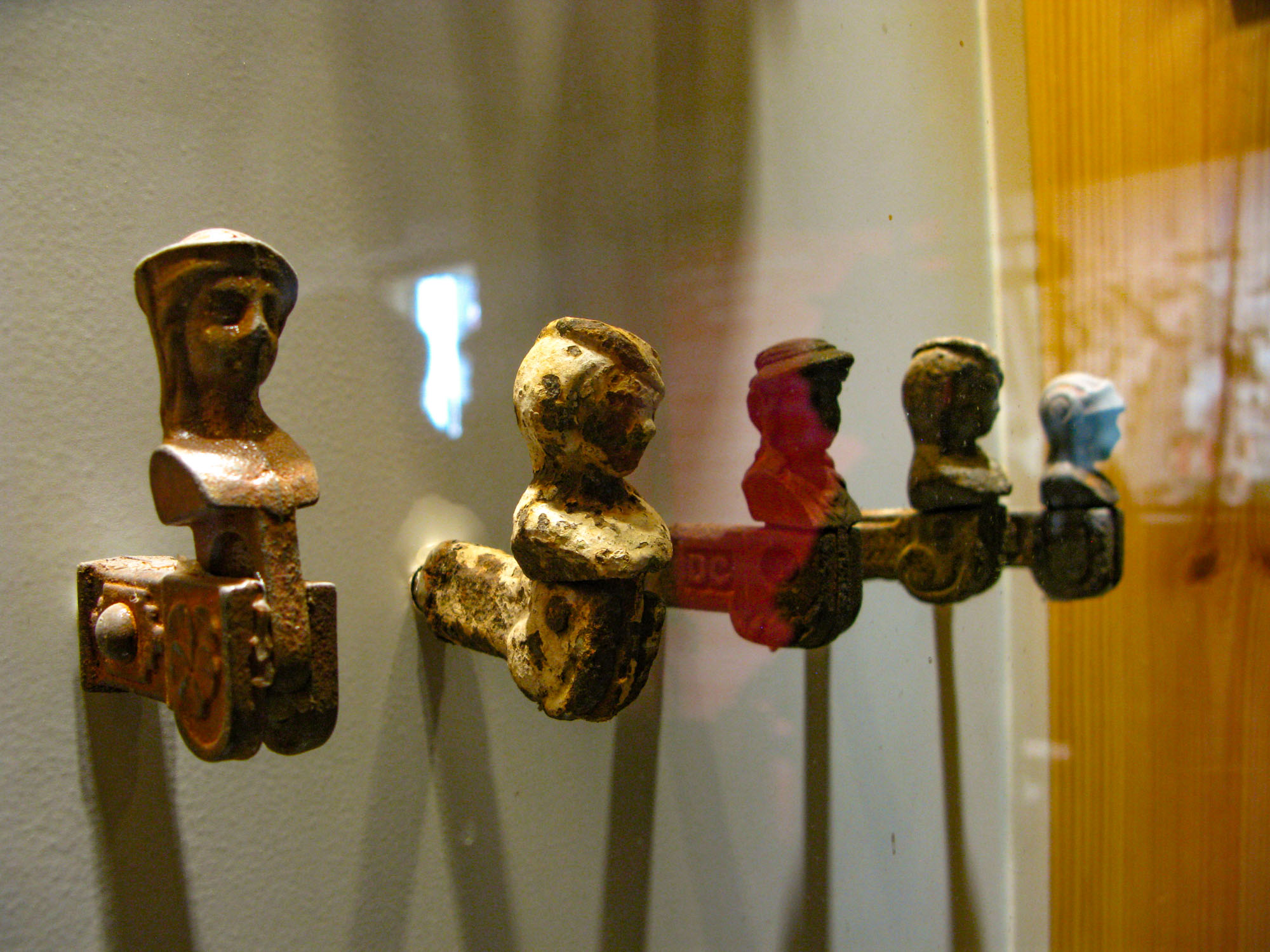
Collezione di fermapersiana al museo di Sarona, Israele.

È curioso come si siano sviluppate in seguito altre forme di fermapersiana che nulla avevano a che vedere con il binomio "turco"/"dama" per l'utilizzo dell'oggetto presso altre culture completamente estranee a questo tipo di contrasti o in epoche ormai distanti. In Francia, ad esempio, la figura della dama è stata spesso ingentilita con l'apposizione di un cappellino sul capo o talvolta è stata sostituita dall'immagine di un militare medievale o addirittura le due figure hanno preso figura di teste di differenti animali.
A Sarona, quartiere di Tel Aviv, in Israele, è stato dedicato un museo apposito alla persiana dove si trovano tra l'altro diverse tipologie di fermapersiana.